# Divaneide
Maria Divaneide Basílio (Pedro Avelino, 30 de maio de 1978) é uma socióloga e política brasileira, ex-vereadora de Natal, e atualmente deputada estadual pelo PT no estado do Rio Grande do Norte.

## Biografia
Nascida em uma família de trabalhadores rurais, mudou-se para Natal aos quatro anos de idade. Ela foi alfabetizada pelo projeto social do Padre Tiago Theisen, que atuava na periferia da cidade. Foi a primeira pessoa em sua família a ter ensino superior e, mais tarde, obteve um título de doutorado em ciências sociais.
Durante sua trajetória política, Divaneide dedicou-se aos movimentos culturais e comunitários do bairro Santa Catarina e da Paróquia Santa Maria Mãe, na zona Norte de Natal. Ela também participou da Pastoral de Juventude do Meio Popular (PJMP) e do movimento de articulação que originou a Rede de Jovens do Nordeste. Em 1999, Divaneide participou da Conferência das Nações Unidas.
Divaneide ocupou o cargo de chefe de Gabinete na Secretaria Nacional de Juventude durante o governo Dilma. Ela também foi secretária estadual de mulheres no PT e, em 2015, assumiu o cargo de secretária estadual de Juventude no governo Robinson Faria, quando criou o Conselho Estadual de Juventude do RN.
Nas eleições de 2016, Divaneide foi a primeira suplente com 2.236 votos, mas assumiu definitivamente o mandato na Câmara Municipal de Natal em 2019, após a eleição de Natália Bonavides para a Câmara Federal em 2018. Em 2020, Divaneide foi reeleita como vereadora, tornando-se a segunda mais votada em Natal, com 5.966 votos.
Nas eleições de 2022, Divaneide decidiu disputar uma vaga de deputada estadual e foi eleita com uma expressiva votação de 52.177 votos.